# Trgovački ŠK Zagreb
Trgovački športski klub Zagreb, poznatiji kao Trgovački, bio je hrvatski nogometni klub iz Zagreba.
Osnovan je tijekom lipnja 1931.
Godine 1932. nosio je ime Zagrebački trgovački šport klub, a klupske boje bile su plava i bijela.
Olympia i Trgovački se tijekom ljeta 1941. spajaju s HŠK Grič u zajednički klub imena HTŠK Grič.